# Gastronomía de la provincia de Badajoz

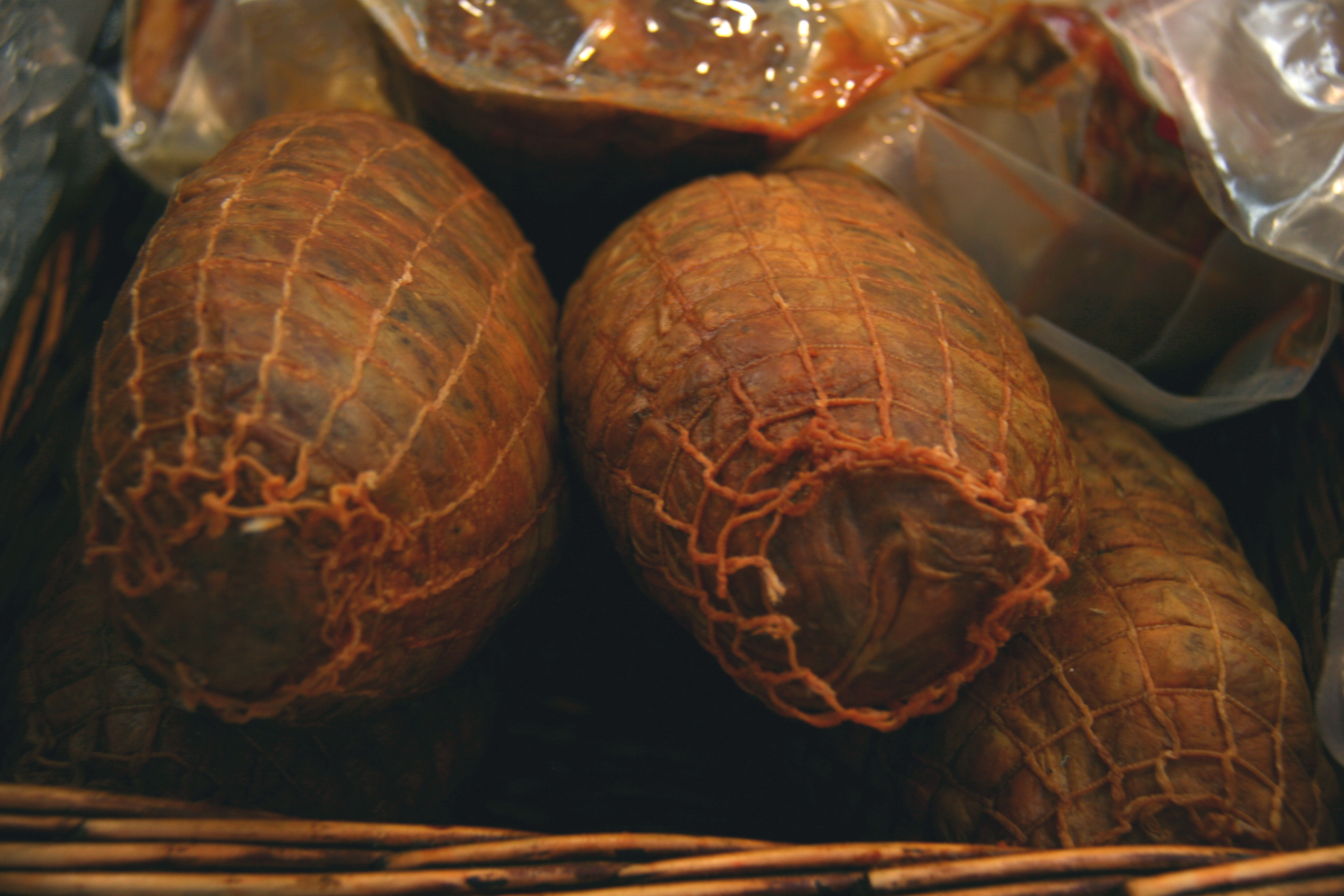
El morcón un embutido rojo del pimentón, una característica de los embutidos extremeños de la provincia.

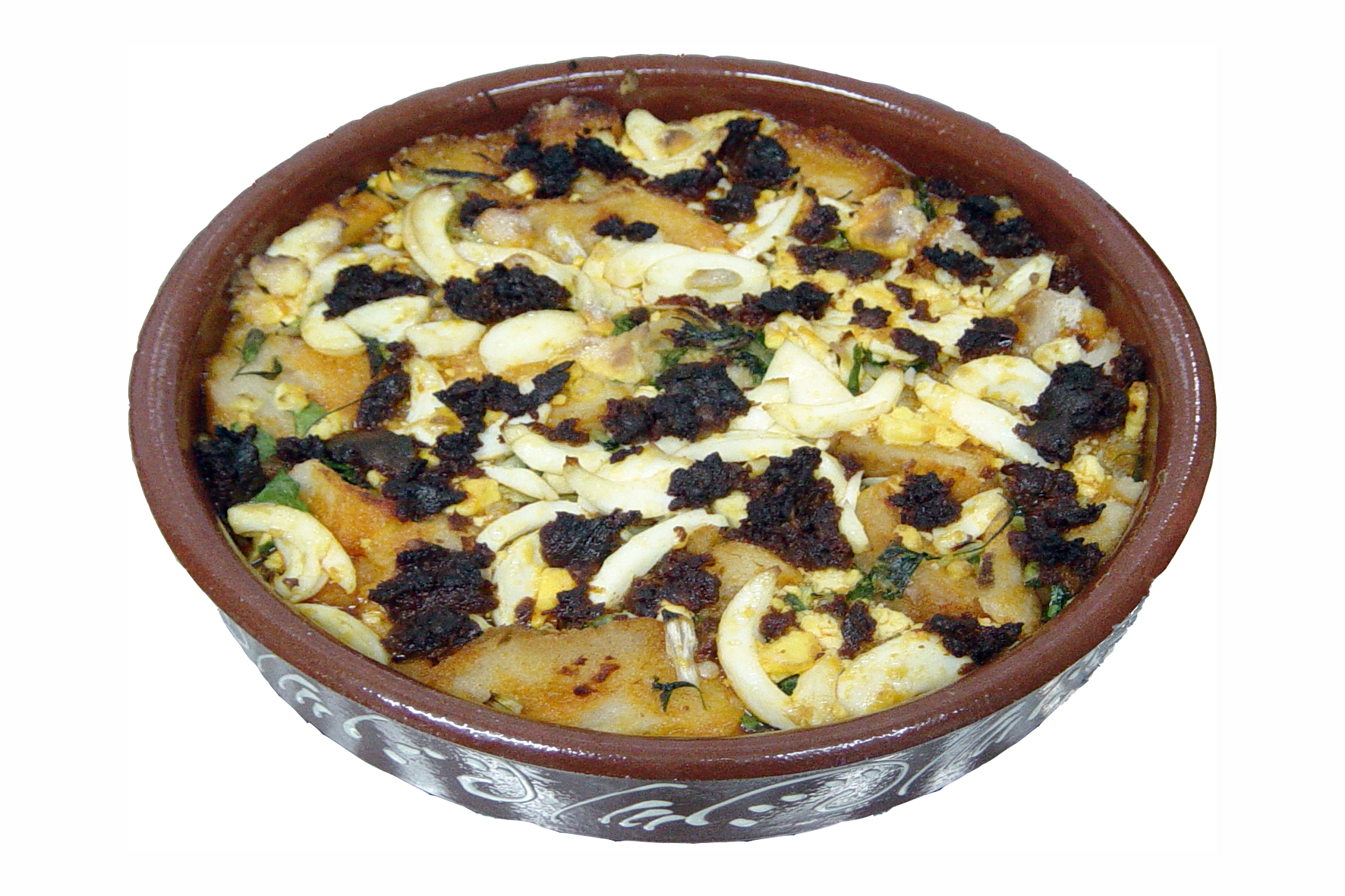
Sopa de Antruejo.

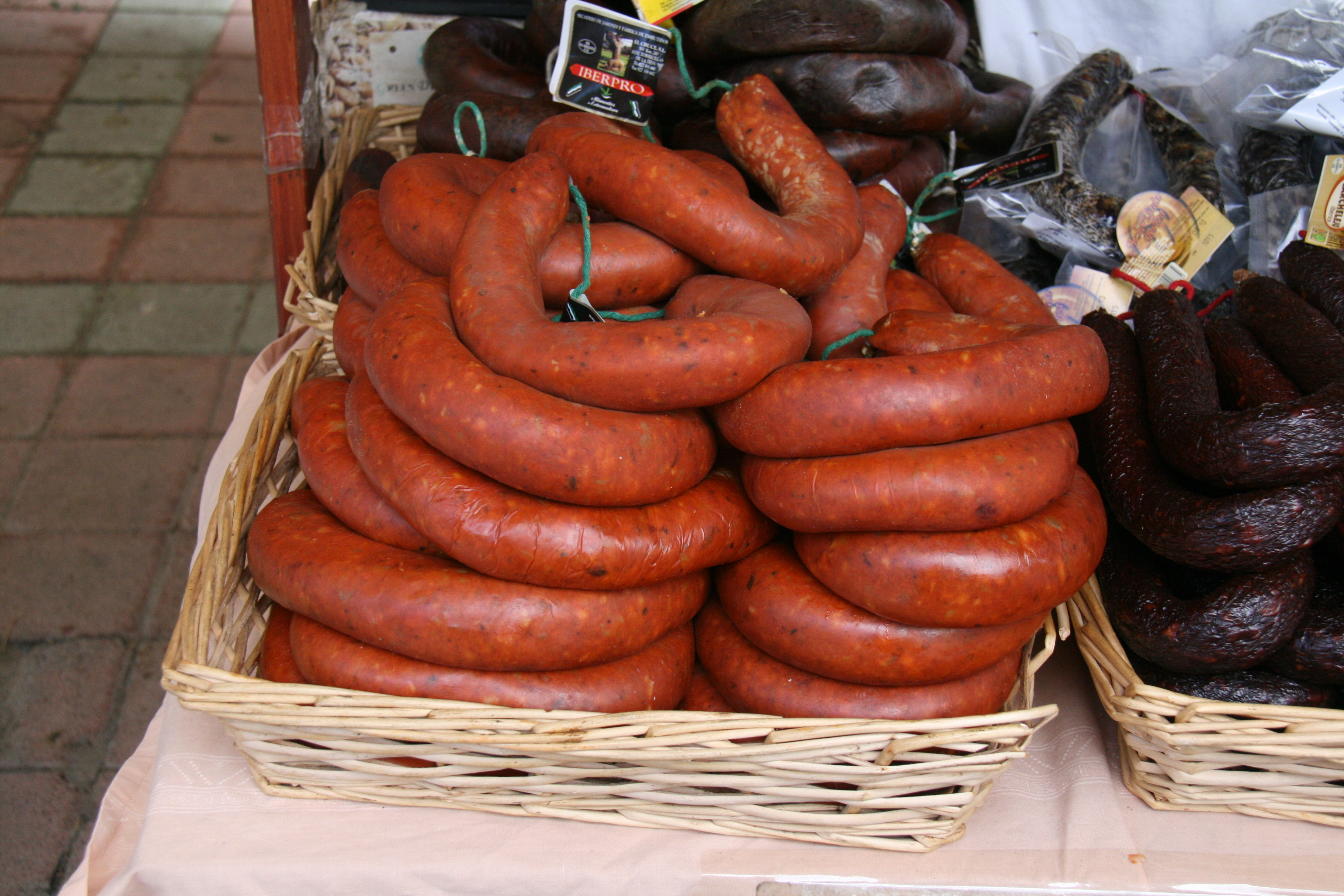
La patatera. Otro embutido típico de la gastromía extremeña

La gastronomía de la provincia de Badajoz es el conjunto de platos y costumbres culinarias de la provincia de Badajoz (Extremadura). Se trata de la provincia más al sur de Extremadura y ejerce influencia en la cocina de Huelva. Uno de los productos estrella de la provincia es la abundante chacinería de cerdo ibérico. La cocina de Badajoz posee pocos elementos característicos diferenciados respecto de la vecina Cáceres, con excepción de ciertos productos como puede ser los quesos, o del hecho de que en esta provincia se sirvan los gazpachos extremeños (mientras que en Cáceres es más habitual el gazpacho).

## Ingredientes
Entre los lácteos se tiene el queso o la "Torta de la Serena". Se trata de una modalidad de queso originario de la comarca de La Serena (Badajoz). Se elabora con leche cruda de oveja merina y cuajo vegetal, lo que da un particular sabor con un ligero toque amargo, y un especial olor a leche grasa.

### Verduras y Hortalizas
La huerta de la provincia permite que algunos platos y preparaciones posean influencia andaluza como lo es el gazpacho y el ajoblanco. Existen preparaciones como el ajo de calabaza. Mención especial merece la Sopa de Antruejo, propia de esta localidad. Es popular el gazpacho extremeño, las migas de Tierra de Barros (elaboradas con la miga de pan candeal). 

### Carnes
Es evidente que el ingrediente estrella desde el apartado cárnico es el cerdo ibérico que con su carne alimentada de bellotas de las dehesas. Estas matanzas proporcionan diversos productos de chacinería. La ternera retinta condimentada a la pimienta, el salmorejo de ternera. la caldereta de cordero, el conejo, la perdiz o la liebre se unen a los platos de la cocina tradicional de nombres muy extremeños, como el cojondongo, las migas, el zorongollo, los jilimojas o la cardincha de paleta de borrego, la Menuanza. Dentro de la caza menor se tiene el conejo al estilo de Mérida (suele ir acompañado de setas y vino blanco), las codornices albardadas. Dentro de a volatería se encuentra el pollo a lo Padre Pedro de Zarza de Alange.
Dentro de los pescados, debido a la pesca fluvial, se tienen los escabeches con peces de río (denominado como escabeche de peces), el ajo de peces, el pisto de peces (típico de Medellín). Son famosas las recetas tradicionales montijanas elaboradas por las Hermanas Clarisas del Convento del Cristo del Pasmo. Sabrosos y sencillos platos como el empastelado de patatas y bacalao, la gallina en pepitoria o el conejo en adobo.

### Vinos
Son excelentes los vinos de denominación de origen Ribera del Guadiana.  

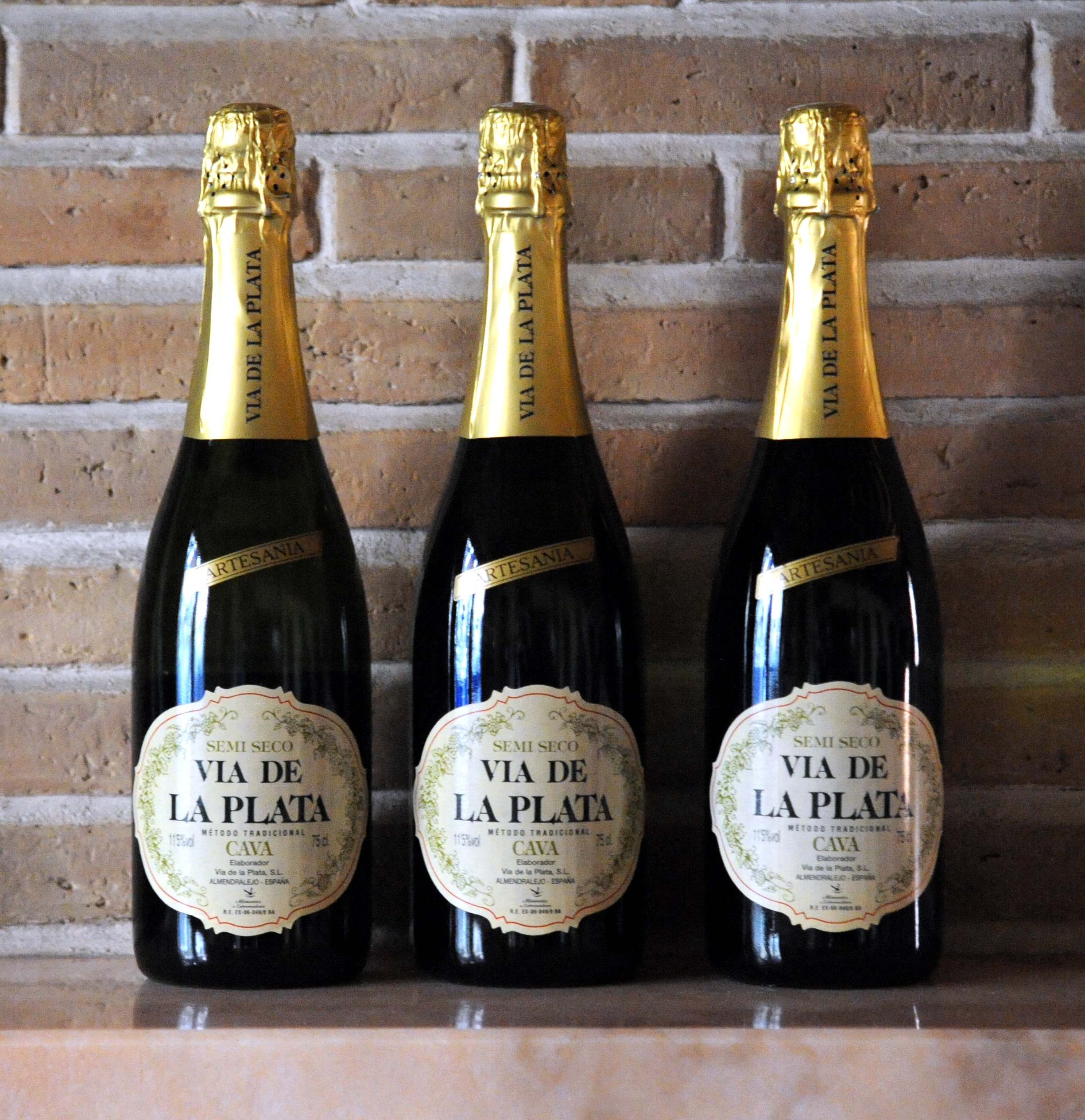
Cava extremeño, producido en Almendralejo

También se da el fenómeno de la elaboración artesanal y familiar de vinos espumosos y cavas extremeños. En particular, el municipio de Almendralejo pertenece a la "Región del Cava", según determina el Centro Regulador del Cava, produciendo un cava de excelente calidad.

## Repostería
Dentro del inventario español de productos tradicionales de repostería se incluye el turrón de Castuera, cuyo origen se remonta a época musulmana, el bollo turco de Jerez de los Caballeros, elaborado con almendra, huevo, azúcar y ralladura de limón, y las perrunillas de diversas localidades de la provincia.

## Curiosidades
Recientemente el libro "La patata en España" -Historia y agroecología del tubérculo andino- escrito por Javier López Linaje, del Centro de Ciencias Humanas y Sociales del CSIC, sitúa el origen de la 'tortilla española'  o tortilla de patatas en la localidad extremeña de Villanueva de la Serena (Badajoz). En concreto, López Linaje señala que el firmante de la comunicación que así lo prueba, Joseph de Tena Godoy y Malfeyto, la dató exactamente en la comarca de La Serena, el 27 de febrero de 1798. La publicación se hizo en el Semanario de Agricultura y Artes dirigido a los Párrocos (en el número 85, volumen IV, páginas 111-112).